# Fosterella batistana
Fosterella batistana är en gräsväxtart som beskrevs av Ibisch, Leme och J.Peters. Fosterella batistana ingår i släktet Fosterella och familjen Bromeliaceae. Inga underarter finns listade i Catalogue of Life.